# Ivan Galamian
Ivan Alexander Galamian (* 23. Januar 1903 in Täbris, Ost-Aserbaidschan, Iran; † 14. April 1981 in New York City) war ein iranisch-US-amerikanischer Violinpädagoge, der auf seinem Gebiet zu den einflussreichsten Persönlichkeiten des 20. Jahrhunderts gehörte.

## Leben
Seine Familie mit armenischen Wurzeln emigrierte aus Persien nach Moskau. Galamian nahm dort von 1916 bis 1922 Violinunterricht bei Konstantin Mostras, einem Schüler von Leopold Auer. Während der Oktoberrevolution flüchtete er nach Paris und setzte seine Studien bei Lucien Capet fort. Er debütierte 1924 in Paris.
Im Jahre 1937 wanderte Galamian in die USA aus. Er unterrichtete dort am Curtis Institute of Music und wurde Leiter der Violinklasse an der Juilliard School. Er integrierte die technischen Aspekte der russischen und französischen Violinschulen in seine eigene Methodik, wobei er besonders auf Lucien Capets Technik der Bogenführung zurückgriff. Seine Unterrichtsmethode wurde von seiner ehemalige Assistentin Dorothy DeLay (1917–2002) fortgesetzt; sie zählte im späteren 20. Jahrhundert zu den herausragenden Violinpädagogen.
Galamians bekannteste Schüler waren Itzhak Perlman, Pinchas Zuckerman, Simon Standage, Chung Kyung-wha, Walter Levin und der von ihm als sein bester Schüler bezeichnete früh verstorbene Michael Rabin. Viele seiner Schüler gehörten während mehrerer Jahrzehnte regelmäßig zu den Preisträgern der renommierten internationalen Wettbewerbe für Violine.

## Lehrwerke
- Contemporary Violin Technique. Neuaufl. Galaxy Music, New York 1966/1977.

1. Scale and arpeggio exercises with bowing and rhythm patterns. 1966.
2. Double and multiple stops in scale and arpeggio exercises. 1977

- Grundlagen und Methoden des Violinspiels. („Principles of Violin Playing and Teaching“). Neuaufl. Ullstein, Frankfurt/M. 1995, ISBN 3-550-00133-9.